# 도호쿠 이타코
도호쿠 이타코(東北イタコ)는 도호쿠 지방 태평양 해역 지진으로 피해를 입은, 일본의 도호쿠 지방을 응원하기 위해 만들어진 캐릭터로, 2018년 11월 8일 보이스로이드로 발매되기도 했다. 설정상 도호쿠 가문의 세 자매 가운데 첫째라고 한다. 참고로 둘째는 도호쿠 즌코, 셋째이자 막내는 도호쿠 키리탄이라고 한다. 여담으로, 이름의 유래는 도호쿠 지방 가운데 북쪽에 위치한 기타토호쿠 지역의, 전통 무녀인 이타코라고 한다.